# Passiflora luetzelburgii
Passiflora luetzelburgii är en passionsblomsväxtart som beskrevs av Hermann August Theodor Harms. Passiflora luetzelburgii ingår i släktet passionsblommor, och familjen passionsblomsväxter. Inga underarter finns listade i Catalogue of Life.